# Cư M'gar
Cư M'gar (đọc là /chư-mờ-ga/) là một huyện thuộc tỉnh Đắk Lắk, Việt Nam.

## Địa lý
Huyện Cư M'gar nằm ở phía bắc tỉnh Đắk Lắk, có vị trí địa lý:
- Phía đông giáp huyện Krông Búk và thị xã Buôn Hồ
- Phía tây giáp huyện Buôn Đôn
- Phía nam giáp thành phố Buôn Ma Thuột và huyện Krông Pắc.
- Phía bắc giáp các huyện Ea H'leo và Ea Súp.

## Hành chính
Huyện Cư M'gar có 17 đơn vị hành chính cấp xã trực thuộc, bao gồm 2 thị trấn: Quảng Phú (huyện lỵ), Ea Pốk và 15 xã: Cư Dliê M'nông, Cư M'gar, Cư Suê, Cuôr Đăng, Ea Drơng, Ea H'đing, Ea Kiết, Ea Kpam, Ea Kuếh, Ea M'Droh, Ea M'nang, Ea Tar, Ea Tul, Quảng Hiệp, Quảng Tiến.

## Lịch sử
Cư M'gar là tên theo tiếng Êđê là cách gọi của bà con với ngọn núi lửa đã tắt từ lâu. Đây là ngọn núi nằm tại trung tâm huyện.
Dưới thời Việt Nam Cộng hòa, vùng đất Cư M'gar thuộc các quận Ban Mê Thuột và Buôn Hồ, tỉnh Darlac. Sau năm 1975, địa bàn huyện ngày nay là một phần huyện Krông Búk.
Ngày 23 tháng 1 năm 1984, Hội đồng Bộ trưởng ban hành Quyết định 15-HĐBT. Theo đó, tách 6 xã: Cư M'gar, Cư Suê, Ea H'đing, Ea Pốk, Ea Tar, Quảng Phú thuộc huyện Ea Súp và 2 xã: Cuôr Đăng, Ea Tul thuộc huyện Krông Búk để thành lập huyện Cư M'gar.
Khi mới thành lập, huyện Cư M'gar có 8 xã: Cư M'gar, Cư Suê, Cuôr Đăng, Ea H'đing, Ea Pốk, Ea Tar, Ea Tul và Quảng Phú (trung tâm huyện).
Ngày 6 tháng 3 năm 1984, chuyển xã Ea Pốk thành thị trấn Ea Pốk.
Ngày 22 tháng 2 năm 1986, Hội đồng Bộ trưởng ban hành Quyết định 20-HĐBT. Theo đó:
- Thành lập xã Ea M'nang trên cơ sở tách một phần diện tích và dân số của thị trấn Ea Pốk
- Chia xã Cuôr Đăng thành 2 xã: Cuôr Đăng và Ea Drơng.

Trong giai đoạn 1988-1994, huyện thành lập thêm 4 xã: Cư Dliê M'nông, Ea Kiết, Ea Kpam và Ea M'Droh.
Ngày 9 tháng 1 năm 1998, chia xã Quảng Phú thành thị trấn Quảng Phú (thị trấn huyện lỵ huyện Cư M'gar) và xã Quảng Tiến.
Ngày 31 tháng 12 năm 2002, thành lập xã Quảng Hiệp trên cơ sở 5.470 ha diện tích tự nhiên và 10.092 người của xã Ea M'Dróh.
Ngày 26 tháng 11 năm 2003, Quốc hội ban hành Nghị quyết 22/2003/QH11 chia tỉnh Đắk Lắk thành hai tỉnh Đắk Lắk và Đắk Nông, huyện Cư M'gar thuộc tỉnh Đắk Lăk.
Ngày 16 tháng 5 năm 2006, thành lập xã Ea Kuếh trên cơ sở 10.914 ha diện tích tự nhiên và 5.384 người của xã Ea Kiết.
Huyện Cư M'gar có 2 thị trấn và 15 xã như hiện nay.
Ngày 30 tháng 10 năm 2020, Bộ Xây dựng ban hành Quyết định 1396/QĐ-BXD công nhận thị trấn Quảng Phú là đô thị loại IV.

## Người nổi tiếng
Huyện là nơi sinh ra ông Y Ngông Niê Kdăm, chủ tịch hội đồng dân tộc của Quốc hội Việt Nam (1988 – 1997) và Hoa hậu hoàn vũ Việt Nam 2017 H'Hen Niê, hoa hậu người đồng bào dân tộc thiểu số đầu tiên Việt Nam.